# 緬因州第三步兵團
緬因州第三步兵團成立於1861年6月4日，成員多是當地的商人，造船匠，店主和工匠，其指揮為奧利弗·奧蒂斯·霍華德。

## 戰場生涯
- 第一次牛奔河之役
- 半島會戰
- 第二次牛奔河之役
- 弗雷德里克斯堡之役
- 錢斯勒斯維爾之役
- 蓋茨堡之役
- 莽原之役